# Йосип
Йо́сип, Йо́сиф — українське чоловіче ім'я давньоєврейського походження. Український варіант походить через старослов'янське посередництво від грец. Ιωσήφ — похідного від єврейського імені Йосеф (івр. יוֹסֵף — букв. '«буде додано, додасться»). Форма з прикінцевим «п» з'явилася внаслідок особливостей праслов'янської вимови, в якій був відсутній звук «ф». У біблійній (церковній) літературі вживається форма Іосиф або Йосиф. Існують рідковживані жіночі форми імені — Йосипа (Йосифа) та Йосипина (Йосифина).
Народна форма імені — Осип, яка також побутує на всій східнослов'янській території. Зменшені українські форми — Йосипко, Осипко, Йосифко, Юзько, Юзик, Юзьо, Йоня, Йонько, Йонька, Йося, Йосько, Йоська.

## Форми імені іншими мовами
- Білоруська — Язэп, Юзаф, Ёсіф. Має також жіночу форму Юзэфа (Язэфа)
- Російська — Иосиф. Народна форма — Осип.
- Німецька, Чеська, Словацька — Йозеф (Joseph, Josef, Jozef). Жіноча форма — Йозефа (Josepha, Josefa)
- Англійська — Джозеф (Joseph). Жіноча форма — Джозефіна (Josephine)
- Французька — Жозеф (Joseph). Жіноча форма — Жозефіна (Josephine)
- Польська — Юзеф (Józef). Має також жіночу форму Юзефа (Józefa).
- Іспанська — Хосе (José). Має також жіночу форму Хосефа (Josefa)
- Португальська — Жозе (José). Жіноча форма — Жозефа (Josefa)
- Італійська — Джузеппе (Giuseppe). Жіноча форма — Джузеппа (Giuseppa)
- Фінська — Йоосеф (Joosef)
- Ірландська — Шосав (Seosamh). Жіноча форма — Шосавін (Seosaimhín)
- Гельська — Шосі (Seòsaidh) Іосеф (Iosaiph)